# Sicurezza aerea
La sicurezza del volo (in inglese flight safety) è un campo che comprende l'indagine e lo studio degli incidenti aerei e la prevenzione di questi ultimi. Esso può essere applicato anche nel contesto di campagne che informano il pubblico sulla sicurezza del trasporto aereo.
In campo aeronautico spesso viene erroneamente tradotto come "sicurezza" anche il termine inglese security, indicante la materia connessa con la prevenzione contro atti criminosi del sistema del trasporto aereo.

## Misure di prevenzione

### Stati Uniti
Durante il 1920, negli Stati Uniti sono state approvate le prime leggi per regolare l'aviazione civile. Di particolare rilievo è stata la Air Commerce Act del 1926 per la definizione di norme di sicurezza e di ausilio alla navigazione, sotto il ramo Aeronautica del Dipartimento del Commercio.
Nonostante questo, nel 1926 e nel 1927 ci furono un totale di 24 incidenti mortali ad aerei commerciali, ulteriori 16 nel 1928 e 51 nel 1929 (in cui rimasero uccise 61 persone). Il 1929 rimane l'anno peggiore mai registrato, con un tasso di incidenti di circa 1 per ogni milione di miglia (1.600.000 km) di volo. Da allora il tasso di incidenti mortali è sceso costantemente.
Un numero sproporzionato di incidenti aerei tra tutti quelli che si verificano negli Stati Uniti è concentrato in Alaska, a causa di condizioni meteorologiche avverse. Tra il 1990-2006 ci sono stati, negli Stati Uniti, 373 incidenti fatali in cui si sono verificati 1063 morti (di cui 142 piloti). Gli incidenti in Alaska rappresentano il 36% degli incidenti totali degli Stati Uniti.

### Ausili alla navigazione e al volo strumentale
Uno dei primi aiuti alla navigazione introdotti negli Stati Uniti (alla fine del 1920) era una luce dell'aeroporto per assistere i piloti nell'atterraggio in caso di maltempo o dopo il tramonto. Da questa, nel 1930, è stato sviluppato l'Approach Path Indicator, che indica al pilota l'angolo di discesa. Questo in seguito divenne adottato a livello internazionale attraverso l'Organizzazione internazionale dell'aviazione civile (ICAO).
Con la diffusione della tecnologia radio, furono poi sviluppati, dal 1920 in poi, gli ILS (Instruments Landing Sistems), utilizzati per la prima volta su un volo di linea per farlo atterrare durante una tempesta di neve a Pittsburgh nel 1938. Alcune forme di ILS sono state adottate dall'ICAO nel 1949.
Grazie all'invenzione di sistemi satellitari quali il Global Positioning System (GPS), è possibile conoscere la propria posizione con precisione in qualsiasi parte del mondo. Con l'arrivo di Wide Area Augmentation System (WAAS), la navigazione GPS è diventata sufficientemente accurata e viene utilizzata sempre più per avvicinamenti strumentali, nonché in navigazione.

## Rischi per la sicurezza aerea

### FOD
I FOD, Foreign Object Debris, sono oggetti lasciati all'interno di un aeroporto e che provocano danni ai velivoli, soprattutto in fase di atterraggio e di decollo. Un incidente di questo tipo è quello del volo Air France 4590, che si è schiantato dopo aver urtato un pezzo di un altro velivolo lasciato sulla pista.

### Errori nelle informazioni
Può accadere un incidente quando il pilota è male informato, causa un documento errato, avendo uno strumento difettoso o seguendo le istruzioni non accurate o informazioni di volo o di controllo a terra errate. La mancanza di informazioni o ritardi nella loro trasmissione da parte della torre di controllo, sono fattori importanti che contribuiscono agli incidenti.

### Fulmini
Da studi condotti dalla Boeing risulta che gli aerei di linea vengono colpiti da un fulmine in media due volte all'anno, ma senza che questo provochi particolari danni, anche se il fenomeno tende a spaventare i passeggeri.
I pericoli derivanti dai più potenti fulmini positivi non sono stati compresi fino alla distruzione di un aliante nel 1999. Dopo di questo si è ipotizzato che possa essere stato un fulmine positivo a causare anche lo schianto del volo Pan Am Flight 214 nel 1963. A quel tempo gli aeromobili non erano progettati per resistere a scariche di questo tipo, dato che la conoscenza di questa tipologia di fulmini era scarsa al momento in cui erano stati fissati gli standard. Per questo l'Advisory Circular AC 20-53A, in vigore al momento dello schianto dell'aliante, è stata sostituita nel 2006 dall'Advisory Circular AC 20-53B, anche se non è ben chiaro se essa includa un'adeguata protezione contro i fulmini positivi.
Gli effetti di un fulmine normale sui convenzionali aeromobili in metallo sono ben conosciuti e i danni provocati dai fulmini sono piuttosto rari sui moderni aerei. Tuttavia, sempre più aerei, come il Boeing 787, hanno la superficie esterna fatta di materiali compositi non-conduttori e occorre pertanto condurre nuovi test per la certificazione commerciale di questi aerei.

### Ghiaccio e neve
Ghiaccio e neve possono essere fattori che giocano un ruolo pesante negli incidenti aerei. Nel 2005, il Southwest Airlines Flight 1248 scivolò alla fine di una pista dopo l'atterraggio in condizioni nevose, provocando la morte di un bambino.
Anche solo una piccola quantità di ghiaccio può notevolmente ridurre la capacità di un'ala di volare, motivo per cui i regolamenti vietano la presenza di ghiaccio o neve sulle ali o sulla coda, prima del decollo.  Nel 1982 il Florida Air Flight 90 è precipitato al decollo, a causa di ghiaccio o neve sulle ali.
Un accumulo di ghiaccio durante il volo può avere conseguenze catastrofiche, come dimostra la perdita di controllo e l'incidente successivo dell'American Eagle Flight 4184, nel 1994, e del Comair Volo 3272 nel 1997. Entrambi i velivoli erano aerei di linea, con le ali dritte, che tendono ad essere più sensibili agli accumuli di ghiaccio in volo, di quanto lo siano gli aerei a reazione con ala a freccia.

### Avaria al motore
Un'altra causa di incidenti aerei è l'avaria ai motori. Un motore può smettere di funzionare a causa della mancanza di alimentazione del carburante (come durante il volo British Airways 38), esaurimento del carburante (ad esempio il volo Gimli Glider), danneggiamento provocato da un corpo estraneo (caso US Airways 1549), a causa di un guasto meccanico fatidico (ad esempio i disastri aerei Kegworth, il Volo El Al 1862, il Volo China Airlines 358), guasto meccanico a causa di manutenzione non corretta (eventualità del Volo American Airlines 191), guasto meccanico causato da un difetto di fabbricazione nel motore (ad esempio nei voli Qantas 32, United Airlines 232, Delta Air Lines 1288) e a causa di un errore del pilota (ad esempio il volo Pinnacle Airlines 3701).
In un aeromobile plurimotore, il guasto di un singolo motore di solito si traduce in un atterraggio di emergenza precauzionale, con una deviazione per l'atterraggio in un aeroporto, invece di continuare verso la destinazione originariamente prevista. Il guasto di un secondo motore (disastro aereo Dominicana DC-9) o danni ai sistemi causati da un guasto al motore (per esempio volo United Airlines 232) possono, nel caso in cui l'atterraggio di emergenza non sia possibile, condurre allo schianto del velivolo.

### Cedimento strutturale
Esempi di cedimento delle strutture degli aerei sono i De Havilland Comet (1950) e Aloha Airlines Flight 243 (1988). Ora che l'origine dell'inconveniente è meglio compresa, un controllo rigoroso precede ogni decollo o sosta.
Gli aerei moderni sono costruiti anche con materiali compositi costituiti da strati di fibre annegate in una resina. In alcuni casi, specialmente quando sono sottoposti a sollecitazione ciclica, gli strati di materiale possono separarsi l'uno dall'altro e perdere di consistenza. Siccome il danno si sviluppa all'interno della struttura, può non essere visibile in superficie; pertanto vengono utilizzati ultrasuoni o altri metodi strumentali per rilevare una rottura interna del materiale.

### Stallo
Lo stallo di un aeromobile si ottiene aumentando l'angolo di attacco fino al punto in cui le ali non producono un sufficiente movimento ascensionale, ed è potenzialmente pericoloso; in molti casi può causare anche un crash del velivolo se il pilota non reagisce rapidamente in modo appropriato. L'unico modo per recuperare con una perdita minima di altitudine, è di abbassare il naso riducendo l'angolo di attacco delle ali, portando nel contempo i motori alla massima potenza. Se il pilota ritarda ad avviare questo tipo di risposta, lo schianto può diventare inevitabile.
Sono stati sviluppati dispositivi di controllo per avvertire il pilota quando la velocità dell'aereo si sta avvicinando alla velocità di stallo.
La velocità di stallo diventa più elevata in presenza di formazione di ghiaccio sulle ali. Più intenso è l'accumulo di ghiaccio, maggiore sarà la velocità di stallo a causa del peso aggiuntivo del ghiaccio e della sua influenza sull'aerodinamica dei flussi d'aria che permettono il sostentamento del mezzo.

### Fuoco
Norme di sicurezza impongono che vengano controllati, dal punto di vista antincendio, qualunque materiale di tipo aeronautico e i requisiti per i sistemi automatici di sicurezza antincendio (solitamente questi requisiti assumono la forma di test obbligatori. I test misurano l'infiammabilità dei materiali e la tossicità dei suoi fumi e, solitamente, si svolgono su un prototipo in laboratorio, piuttosto che in un aeromobile.
Incendi a bordo del velivolo, e più in particolare i fumi tossici generati, sono stati spesso causa di incidenti. Un incendio di origine elettrica su Air Canada Volo 797 nel 1983 ha causato la morte di 23 dei 46 passeggeri, con la conseguente introduzione dell'illuminazione a pavimento per aiutare le persone a evacuare l'aereo pieno di fumo. Due anni dopo un incendio in pista ha causato la perdita di 55 vite, 48 delle quali a causa degli effetti paralizzanti e successivamente dall'effetto letale dei gas tossici e del fumo. Questo incidente ha sollevato serie preoccupazioni in materia di sopravvivenza in caso di incendio, cosa che prima del 1985 non era stata studiata in dettaglio. Una grande quantità di ricerche sui modi di evacuazione e sui posti a sedere si è svolta al Cranfield Institute per cercare di capire ciò che rende un percorso di evacuazione sicuro, che ha portato alla configurazione di uscite situate sulle ali. Furono esaminato anche l'uso di maschere antifumo o di sistemi di nebulizzazione, anche se fu respinto.
Ulteriori test vennero condotti nel dicembre 1984 con il famoso crash test Controlled Impact Demonstration, dal quale si evidenziarono ulteriori problemi nel prevenire gli incendi dei motori, nell'assistere l'evacuazione delle persone con tecnologie adeguate, nel registrare accuratamente tutti i dati di inclinazione del velivolo nella scatola nera e altro ancora.
Le stive di carico della maggior parte degli aerei di linea sono ora equipaggiati con sistemi automatizzati di estinzione per combattere un incendio che potrebbe verificarsi nel bagaglio. Nel maggio 1996 un volo ValuJet Airlines si schiantò in Florida pochi minuti dopo il decollo, dopo un incendio nella stiva e tutti i 110 passeggeri a bordo rimasero uccisi.
Furono progettati anche sistemi antincendio a schiuma, ma la pratica è stata considerata solo marginalmente efficace, e le preoccupazioni circa l'esaurimento delle capacità di lotta antincendio a causa di pre-formazione di schiuma ha portato gli Stati Uniti a ritirare la sua raccomandazione nel 1987. Un'altra delle possibili cause degli incendi nei velivoli sono problemi di cablaggio che coinvolgono i guasti intermittenti, come fili con isolamento rotto che si toccano o che hanno l'acqua che gocciola su di loro o altri cortocircuiti.